# Hallenmasters Winterthur 2015
Die Hallenmasters 2015 war die zehnte Austragung der Hallenmasters in Winterthur. Gewonnen wurde die von rund 2'200 Zuschauern besuchte Jubiläumsausgabe des Turniers vom FC Schaffhausen, der sich im Finale gegen den FC Winterthur mit 7:3 durchsetzen konnte.

## Männer

### Teilnehmer
- FC Schaffhausen (Challenge League)
- FC Thun (Super League)
- FC Vaduz (Super League)
- FC Wil (Challenge League)
- FC Winterthur (Challenge League)
- FC Zürich (Super League)

### Gruppe A
|                 | Ergebnis |                 |
| --------------- | -------- | --------------- |
| FC Vaduz        | 5:4      | FC Schaffhausen |
| FC Vaduz        | 5:3      | FC Thun         |
| FC Schaffhausen | 5:4      | FC Thun         |

### Gruppe B
|               | Ergebnis |               |
| ------------- | -------- | ------------- |
| FC Winterthur | 4:2      | FC Wil        |
| FC Wil        | 5:5      | FC Zürich     |
| FC Zürich     | 4:3      | FC Winterthur |

### Halbfinale
|                 | Ergebnis |           |
| --------------- | -------- | --------- |
| FC Winterthur   | 5:2      | FC Vaduz  |
| FC Schaffhausen | 10:4     | FC Zürich |

### Finale
|                 | Ergebnis |               |
| --------------- | -------- | ------------- |
| FC Schaffhausen | 7:3      | FC Winterthur |

### Spiel um Platz 3
|          | Ergebnis |           |
| -------- | -------- | --------- |
| FC Vaduz | 8:5      | FC Zürich |

### Spiel um Platz 5
|         | Ergebnis   |        |
| ------- | ---------- | ------ |
| FC Thun | 10:9 n. P. | FC Wil |

## Übrige Turniere
- Das Regionalmasters-Finale konnte erstmals vom SC Veltheim gewonnen, die den Sieger der letzten drei Jahre, die U21-Mannschaft des FC Winterthur, mit 3:2 schlugen.[2]
- Im Seniormasters setzte sich, wie bei jeder Austragung dieses Turniers seit 2006, das Team pulssport durch. Im Finale schlug die Auswahlmannschaft dieses Mal die Seniorenmannschaft von Phönix Seen mit 3:1.
- Die Juniorenmasters konnten bei den C- und D-Junioren von Phönix Seen gewonnen werden. Im Finale der C-Junioren konnte sich die Seemer gegen den SC Veltheim mit 1:0 durchsetzen konnten. Bei den D-Junioren gewannen mit 5:4 nach Penaltyschiessen gegen die Juniorenmannschaft des FC Winterthur.